# Masbate
Masbate est une province des Philippines située dans la région de Bicol. Elle regroupe trois îles : Masbate, Ticao et Burias.
En 2015, la province comptait 892 393 habitants. Sa capitale est Masbate City (85 227 habitants en 2010).
On y parle notamment le bicol, le masbateño et les langues bisayas. La plupart des habitants parlent également l'anglais et le tagalog. 85 % de la population est de religion catholique.
La province est essentiellement agricole. Le secteur des transports routiers est en plein essor grâce à l'amélioration des infrastructures.

## Villes et municipalités

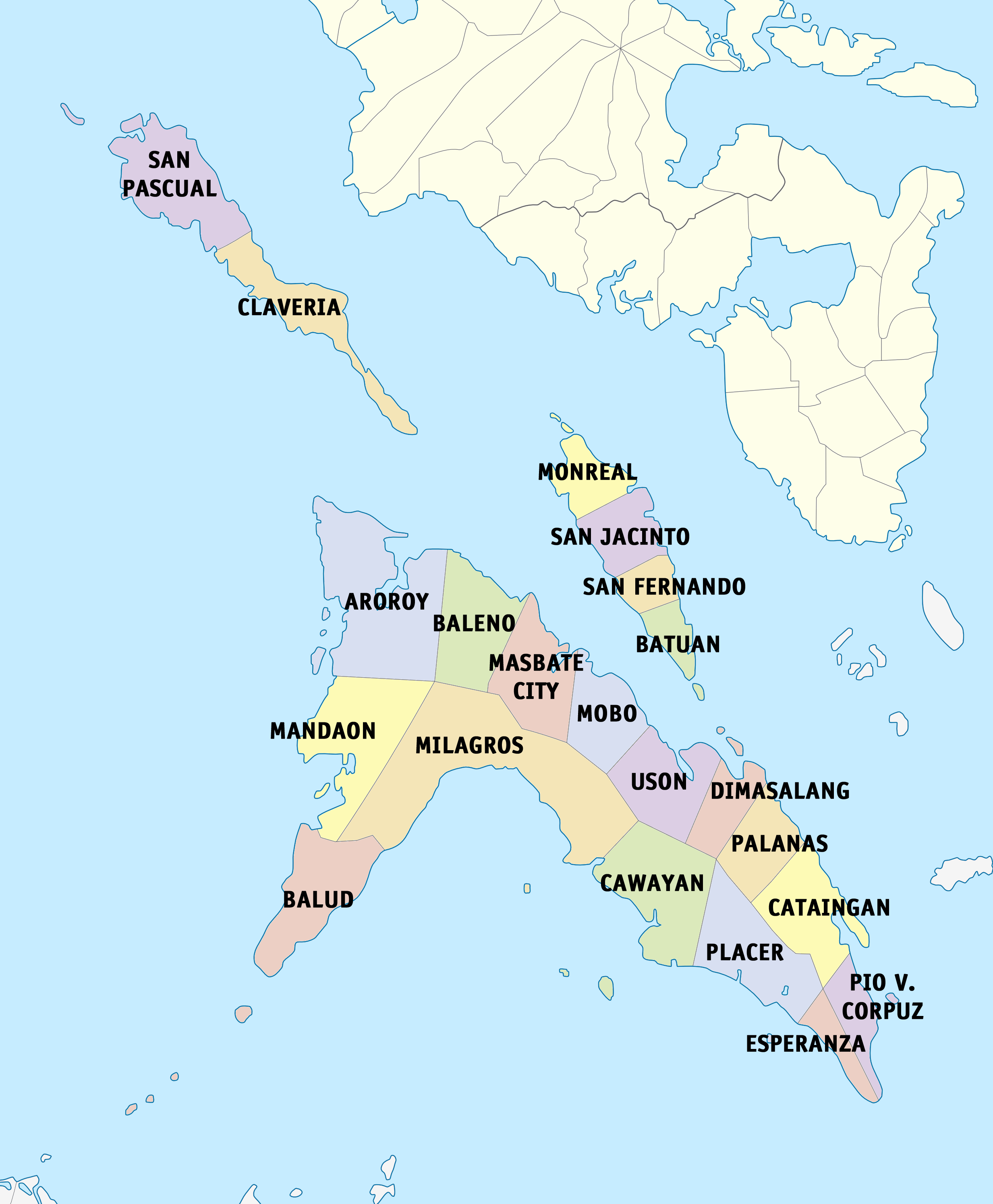
Carte politique de Masbate

Municipalités
- Aroroy
- Baleno
- Balud
- Batuan
- Cataingan
- Cawayan
- Claveria
- Dimasalang
- Esperanza
- Mandaon
- Milagros
- Mobo
- Monreal
- Palanas
- Pio V. Corpuz
- Placer
- San Fernando
- San Jacinto
- San Pascual
- Uson

Villes
- Masbate